# Nicotine
Nicotine – aplikacja P2P, korzystająca z sieci Soulseek, rozprowadzana na zasadach licencji GPL. Napisana jest w Pythonie, interfejs graficzny stworzony został za pomocą PyGTK.
Nicotine powstał na bazie programu PySoulSeek. Hyriand, autor Nicotine, po wydaniu wersji 1.0.8rc1 (później przemianowanej na 1.0.8), rozpoczął pracę nad nowym klientem sieci Soulseek o nazwie Museek.
Z powodu braku nowych wersji Nicotine, daelstorm stworzył fork o nazwie Nicotine+, w założeniach którego jest dodanie nowej funkcjonalności i wspieranie najnowszej wersji protokołu Soulseek.